# 朴沃圭
朴 沃圭（パク・オッキュ、朝鮮語: 박옥규、1901年11月5日 - 1971年1月28日）は大韓民国の軍人、海軍中将。第2代海軍参謀総長を務めた。

## 経歴
日本統治下時代の朝鮮（釜山）生まれ。1916年4月、関西大学専門部予科に入り、1919年3月に修了した。朝鮮に戻り、1920年4月、仁川海員養成所第2期航海科に入学。本科3年を修了し、朝鮮総督府逓信局の実習船で3年間の実習を完了したことで、1926年3月に卒業と同時に甲種二等運転士免許を取得した。朝鮮人として初の卒業生であった。 
朝鮮郵船という会社で3年間運転士（航海士）として生活したのち、1929年、日本に渡り川崎汽船のぼるどう丸に二等運転士として勤務し、約3年間世界各地を回った。再び朝鮮郵船に入り、1932年3月に甲種一等運転士免許を取得し、1934年11月16日には朝鮮総督府から甲種船長免許を取得した。当時朝鮮人で甲種船長免許を取得した者は朴沃圭と劉恒烈だけである。
朝鮮独立後、朝鮮船舶運航株式会社の船舶監督官になり、のち同社社長に就任した。 1946年には、南朝鮮暫定政府の要請を受け、釜山港の水先人に、1947年1月、釜山荷役株式会社社長、同年11月に釜山運輸局副局長及び釜山港湾委員会に就任した。孫元一の勧誘に応じて、1949年3月、海軍将校特別教育隊第5次に入隊して2週間の訓練を受けた後、4月1日に海軍中領任官（軍番80479番）。海軍本部作戦局長、監察監、人事局長、海軍本部作戦参謀副長等、海軍の要職を歴任。1952年には貨物船「コリア」（「高麗号」、旧日本船「和浦丸」）の船長として、韓国史上初の太平洋横断航海に成功する。1953年6月、第2代海軍参謀総長になった。1957年7月、予備役に編入された後、海運界で活躍、海洋国家韓国の礎を築いた。1971年1月28日、自宅で心臓疾患により逝去、亡骸は国立墓地（顕忠院）に埋葬されている。

## 勲章
- 金星忠武武功勲章 1951年2月1日
- ブロンズスター 1951年4月13日
- 金星花郎武功勲章 1952年1月1日
- 金星乙支武功勲章 1952年12月10日
- 銀星太極武功勲章 1954年4月13日

## 参考
- 장학근,방수일 (2017). 해양개척의 선구자 박옥규. 해군역사기록관리단